# Мамонтово (Богородський міський округ)
Ма́монтово (рос. Мамонтово) — село у складі Богородського міського округу Московської області, Росія.

## Населення
Населення — 1027 осіб (2010; 1095 у 2002).
Національний склад (станом на 2002 рік):
- росіяни — 96 %